# Жири (місто)
Жири (словен. Žiri) — поселення в общині Жири, Горенський регіон, Словенія. Висота над рівнем моря: 478,7 м.